# Caza ARC-170
En el universo de Star Wars, el Incom/Subpro Aggressive ReConnaissance, o más conocido como ARC-170, es la potente nave de batalla desarrollada por la Antigua República durante la militarización a causa de las Guerras Clon.
El ARC-170 se encargaba de proteger los cielos de Coruscant. Esta es una nave abultada, llena de armas y lista para ser empleada en batalla. Cuenta con más de 14 metros de largo, incluidos 2 cañones láser medianos, un cañón blaster controlado por el artillero posterior (en la cola) y 6 protones.
Un ARC-170 era pilotado por 3 pilotos clones: un piloto en la parte delantera para las maniobras de vuelo, un copiloto controlando los cañones laterales y un artillero en la parte posterior de la nave. Usualmente se usaba también un droide astromecánico, generalmente del modelo R4.
El ARC-170 fue manufacturado por Incom Corporation para la Antigua República durante la guerras de los clones. Las 3 hojas del caza doblan hacia fuera formando una notoria X, que es una muy particular forma que se puede apreciar en otros modelos de Incom, tales como el Z-95 Headhunter o el caza estelar Ala-X.
La presencia más importante de estas naves fue en la batalla de Coruscant, donde liderados por el Comandante Clon Odd Ball y dirigidos por el Jedi Obi-Wan Kenobi, se dirigieron a un enfrentamiento en la atmósfera del planeta central de la galaxia para liberar al Canciller Supremo Palpatine del General Grievous y del Conde Dooku.
También se puede apreciar a los ARC-170 en Cato Neimoidia, en una campaña liderada por el maestro Jedi Plo Koon. En ese momento, Darth Sidious ordenó a Jag, un piloto clon de ARC-170, que ejecute la orden 66, traicionando al kel dor y derribando su nave, que se estrelló contra varios de los edificios de la ciudad. 
Tras las Guerras Clon, el ARC-170 fue usado brevemente por el Imperio Galáctico hasta que aparecieron los cazas TIE, más rápidos y maniobrábles y de un único piloto, que los sustituyeron. Los ARC-170 poco después de ser reemplazados se convirtieron en cazas rebeldes para la Alianza Rebelde, ya que al no poseer simpatizantes, tenían que emplear cazas antiguos como los CloakShape, R-22 o el ARC. Esto cambió cuando Incom dio el diseño de los Ala-X a la Alianza Rebelde.
- Datos: Q2545452